# Dmitri Ivanenko (físico)

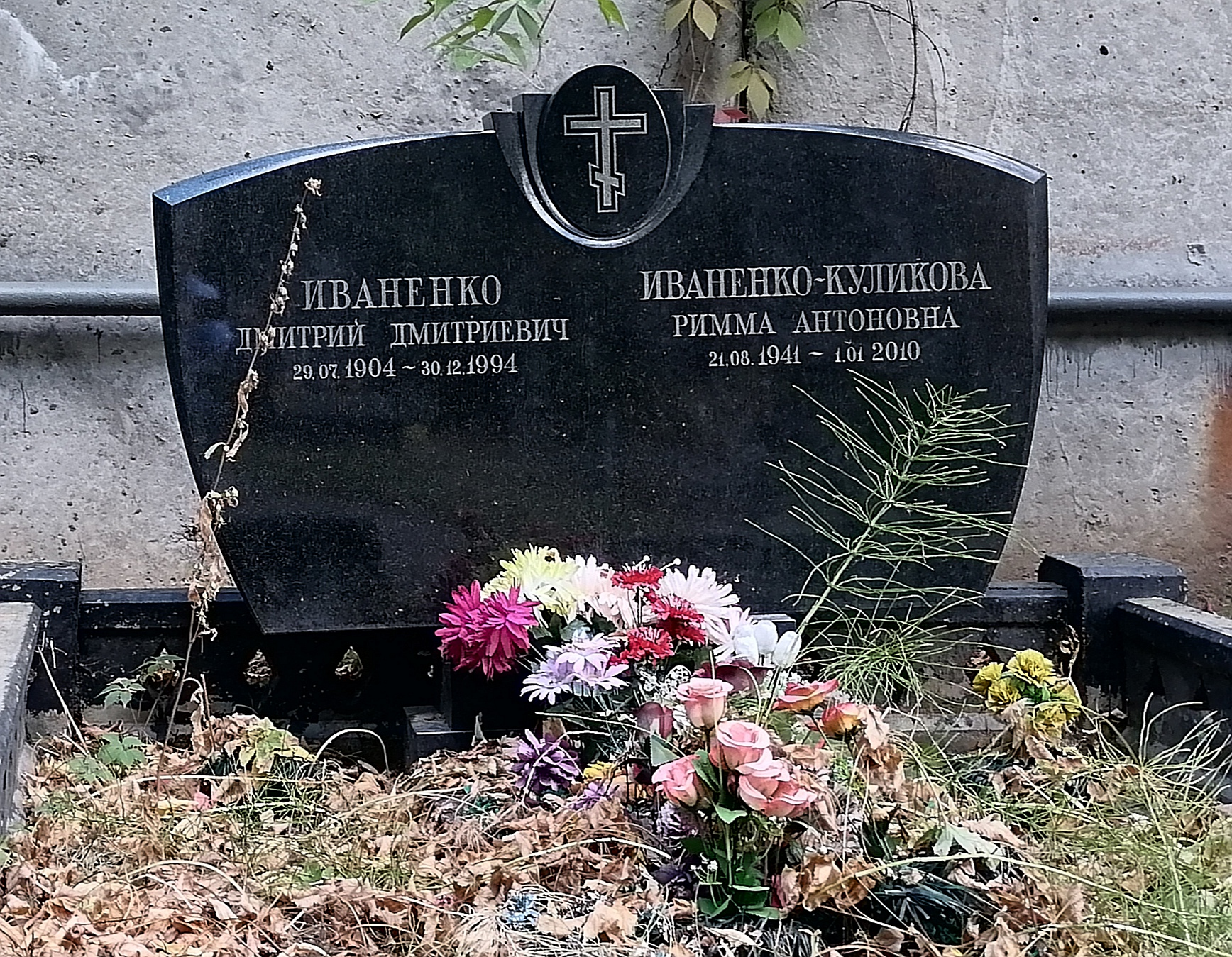
Tumba de Dmitri Dmítrievich Ivanenko en el cementerio de Kuntsevo

Dmitri Dmítrievich Ivanenko (Дмитро́ Дми́трович Іване́нко en ucraniano, y Дми́трий Дми́триевич Иване́нко en ruso; 29 de julio de 1904 - 30 de diciembre de 1994) fue un físico teórico soviético de origen ucraniano que hizo grandes contribuciones a la física del siglo XX, especialmente a la física nuclear, a la teoría de campos, y a la teoría de la gravedad. Trabajó en el Observatorio Gravimétrico de Poltava del Instituto de Geofísica de Academia Nacional de Ciencias de Ucrania, fue jefe del departamento teórico del Instituto Físico-Técnico de Ucrania en Járkov, jefe del departamento de física teórica del Instituto de Ingeniería Mecánica de Járkov, y profesor de la Universidad de Járkov y de la Universidad Estatal de Moscú (desde 1943).

## Semblanza
Ivanenko nació en 1904 en Poltava (actualmente Ucrania), donde terminó la escuela. Entre 1920 y 1923 estudió en el Instituto Pedagógico de Poltava, iniciándose su vocación como profesor de física en la escuela secundaria. Posteriormente estudió en la Universidad de Járkov, desde donde en 1923 fue trasladado a la Universidad de Petrogrado. En 1926, cuando aún era estudiante, escribió sus primeros trabajos científicos: con Gueorgui Gámov sobre la teoría de cinco dimensiones de Kaluza-Klein y con Lev Landáu sobre los problemas de la mecánica cuántica relativista.
Después de graduarse en la universidad, desde 1927 a 1930 permaneció como estudiante becado y luego científico investigador en el Instituto Físico-Matemático de la Academia de Ciencias de la Unión Soviética. Durante estos años colaboró con Lev Landau, Vladímir Fok y Ambartsumián, cuando se establecieron la física moderna, y las nuevas mecánica cuántica y física nuclear.
En 1928, Ivanenko y Landau desarrollaron la teoría de los fermiones como tensores oblicuos-simétricos. Esta teoría, conocida como teoría de Ivanenko-Landau-Kahler, no es equivalente a la de Dirac en presencia de un campo gravitatorio, y solo describe fermiones en una red.
En 1929, Ivanenko y Fock describieron el desplazamiento paralelo del espinor en el espacio-tiempo curvo (los coeficientes de Ivanenko-Fock). El premio Nobel Abdus Salam reconoció este trabajo como la primera teoría de campo de gauge.
En 1930, Ambartsumián e Ivanenko propusieron la hipótesis de la creación de partículas masivas (1930), que es la piedra angular del teoría cuántica de campos contemporánea.
De 1929 a 1931, trabajó en el Instituto Físico-Técnico de Ucrania en Járkov, siendo el primer director de su división teórica, y uno de los organizadores de la primera conferencia teórica soviética (1929) y de la nueva revista Physikalische Zeitschrift der Sowjetunion.
Después de regresar al Instituto Físico-Técnico en Petrogrado, concentró su interés en la física nuclear. En 1932, propuso el modelo protón-neutrón del núcleo atómico, por el que su nombre entró en los libros de texto de física, incluidos los escolares. Posteriormente, junto con E. Gapon, propuso la idea de la distribución en capas de protones y neutrones en el núcleo (modelo de capas nuclear). En 1933, por iniciativa del propio Ivanenko y de Ígor Kurchátov se convocó la primera conferencia nuclear soviética.
En 1934, Ivanenko e Ígor Tam sentaron las bases de la primera teoría no fenomenológica del par electrón-neutrón en el núcleo atómico. Hicieron la importante suposición de que la interacción puede tener lugar mediante el intercambio de partículas con una masa en reposo distinta de cero. Basándose en su modelo, el Premio Nobel Hideki Yukawa desarrolló su teoría del mesón.
Sin embargo, la realización de los ambiciosos planes y esperanzas de Ivanenko se vio interrumpida. En 1935, fue arrestado en relación con el asunto del asesinato en 1934 del dirigente bolchevique Serguéi Kírov, siendo desterrado a Tomsk. Allí sería profesor en la Universidad Estatal de Tomsk de 1936 a 1938. Hasta el comienzo de la Segunda Guerra Mundial, dirigió el personal de física teórica en la Universidad Estatal de los Urales y en la Universidad de Kiev. En 1940, defendió su tesis doctoral. En este período, su interés científico pasó gradualmente de la física nuclear a la teoría de la radiación cósmica. En particular, propuso una generalización no lineal de la ecuación de Dirac (1938). Basándose en esta generalización, Werner Heisenberg y D. Ivanenko desarrollaron la teoría de campos unificados no lineales en la década de 1950.
Desde 1943 y hasta los últimos días de su vida, estuvo estrechamente asociado con la facultad de física de la Universidad Estatal de Moscú M. V. Lomonosov.
En 1943, Ivanenko e Isaak Pomeranchuk predijeron el fenómeno de la radiación de sincrotrón emitida por electrones relativistas en campos magnéticos. Esta radiación pronto fue descubierta por experimentadores estadounidenses. El descubrimiento de la radiación de sincrotrón abrió un nuevo e importante capítulo en la física moderna como resultado de sus propiedades especiales y posibles aplicaciones. La teoría clásica y cuántica de la radiación de sincrotrón se desarrolló en investigaciones realizadas por estudiantes y seguidores de Ivanenko, como Arseni Sokolov e Ígor Ternov. Por su trabajo en esta área, Ivanenko y Sokolov recibieron el Premio Stalin en 1950. Dos de las monografías de Ivanenko y Sokolov, Teoría clásica de campos y Teoría cuántica de campos, se publicaron a principios de la década de 1950.
El tema del trabajo de posguerra del profesor Ivanenko fue la mesodinámica, la teoría del hipernúcleo, la teoría unificada del campo de espinor no lineal, y la teoría de la gravitación.
En la década de 1960. realizó un intenso trabajo científico, metodológico y organizativo sobre el desarrollo y coordinación de la investigación sobre la gravitación en la URSS. En 1961, por iniciativa suya, se organizó la primera conferencia soviética sobre gravitación, que inició una serie de conferencias soviéticas y más tarde también rusas sobre gravitación. A principios de la década de 1960, era el organizador de la sección de gravitación del Ministerio de Institutos Superiores de Estudios de la URSS, que duró hasta los años 1980. Fue miembro del Comité Internacional de Gravitación desde su fundación en 1959.
La física teórica ha sido enormemente influida por el seminario sobre física teórica organizado por Ivanenko en 1944, que se siguió reuniendo durante 50 años bajo su dirección en el Departamento de Física de la Universidad Estatal de Moscú. La característica distintiva de su seminario fue la amplitud de su comprensión de los problemas de la física teórica y su discusión de los vínculos entre sus diversas divisiones, por ejemplo, la teoría de la gravitación y la física de partículas. En el seminario participaron los físicos más destacados del mundo, como Niels Bohr, Paul Dirac, Hideki Yukawa, Julian Schwinger, Abdus Salam, Aage Niels Bohr, Ilya Prigogine y John Archibald Wheeler entre otros.
En las décadas de 1970 y 1980, se concentró en la teoría de la gravedad. Su equipo científico desarrolló principalmente diferentes generalizaciones de la relatividad general de Einstein, incluida la teoría de la gravitación del tensor escalar, la hipótesis de las estrellas de cuarks, la gravedad con torsión, la teoría de norma gravitacional y otras. En 1985, Ivanenko y sus colaboradores publicaron dos monografías, tituladas "Gravitación" y "Teoría de la gravitación de gauge".
El estilo científico de sus escritos se caracterizó por un gran interés en las ideas de las fronteras de la ciencia, basadas en potentes métodos matemáticos o en experimentos.
Murió en 1994, a la edad de 90 años. Su hermana, Oksana Ivanenko, era escritora y traductora infantil.

## Contribuciones científicas
Entre sus logros más destacados se encuentran:
- Los coeficientes Fock-Ivanenko de desplazamiento paralelo de un espinor en un espacio-tiempo curvo (1929)[2]
- La hipótesis Ambartsumián-Ivanenko de la creación de partículas masivas (1930)[3]
- El modelo protón-neutrón del núcleo atómico (1932)[4]
- El primer modelo de capas nuclear (1932, en colaboración con E. Gapon)[5]
- El primer modelo de intercambio de fuerzas nucleares (1934, en colaboración con Ígor Tam)[6]
- La predicción de la radiación de sincrotrón (1944, en colaboración con I. Pomeranchuk)[7]
- La teoría del hipernúcleo (1956)[8]
- La hipótesis de las estrellas de quarks (1965, en colaboración con D. Kurdgelaidze)[9]
- La teoría de norma gravitacional (1983, en colaboración con G. Sardanashvily)[10]

Publicó más de 300 trabajos científicos, incluidas 6 monografías y 11 volúmenes editados.